# 長久手市立長久手小学校
長久手市立長久手小学校（ながくてしりつ ながくてしょうがっこう）は愛知県長久手市にある公立小学校。

## 概要
岩作雁又、岩作丸根、岩作寅山、岩作井戸ケ根、岩作申立花、岩作中立花、岩作酉立花、岩作色金、岩作宮後、岩作泥亀首、岩作元門、岩作宮前、岩作白針、岩作城の内、岩作五反田、岩作塚本、岩作八瀬ノ木、岩作欠花、岩作藪田、岩作西島、岩作寺山、岩作平地、岩作長池、岩作中縄手、岩作中島、岩作中脇、岩作溝添、岩作平子、岩作南島、岩作東中、岩作早稲田、岩作東島、岩作壁ノ本、岩作高根前、岩作向田、岩作向畑、岩作蛇洞、岩作権代、岩作狐洞、岩作権田、岩作中権代、岩作桃ノ木洞、岩作折戸ケ平、菅池、深田、棒振、丸根、中池、下権田、大久手、勝入塚、坊の後、富士浦、先達、香桶、仏が根、東浦、宮脇、立花（一部）、横道（一部）、岩作北山（一部）、岩作石田（一部）、岩作床寒（一部）、岩作福井（一部）、岩作琵琶ケ池（一部）が校区である。公立中学校に進む場合は、長久手市立長久手中学校に進学する。

## 沿革
長久手小学校の創立は1906年（明治39年）である。これは岩作尋常小学校、長湫尋常小学校、上郷尋常小学校を統合し、長久手尋常高等小学校が発足した年である。ここではそれ以前についても記述する。
- 1873年（明治6年）
  - 10月 - 岩作村に帰厚学校が開校。教円寺[注釈 1]を仮校舎とする。
  - 10月 - 前熊村に熊林学校が開校。昌隆寺[注釈 2]を仮校舎とする。
  - 12月 - 長湫村に到道学校が開校。常照寺[注釈 3]を仮校舎とする。
- 1876年（明治9年） - 帰厚学校が岩作学校に、熊林学校が熊張学校に、到道学校が長湫学校に改称する。
- 1878年（明治11年） - 大草村、北熊村が合併し熊張村となる。
- 1887年（明治20年）3月 -
  - 長湫学校が尋常小学長湫学校に改称する。校区は長湫村、藤森村、猪子石村。
  - 岩作学校と熊張学校が統合し、尋常小学岩作学校となる。校区は岩作村、前熊村、熊張村。
- 1889年（明治22年）10月1日 - 熊張村、前熊村が合併し、上郷村が発足する。
- 1892年（明治25年）
  - 1月 - 岩崎村に岩崎村外十一ヶ村組合岩崎高等小学校が開校する。岩作村、前熊村、熊張村の児童が高等小学校に進学する場合は岩崎高等小学校へ進学する。
  - 7月 - 尋常小学長湫学校が長湫尋常小学校に改称する。尋常小学岩作学校が岩作尋常小学校と上郷尋常小学校に分離する。
- 1894年（明治27年）4月 - 岩作尋常小学校に岩作高等小学校を併設する。岩作高等小学校は岩作村、上郷村、長湫村、猪子石村、幡野村、山口村の児童が通学する。
- 1906年（明治39年）
  - 5月10日 - 長湫村、上郷村、岩作村が合併し、長久手村が発足する。
  - 12月1日 - 岩作尋常小学校、岩作高等小学校、長湫尋常小学校、上郷尋常小学校を統合し、長久手尋常高等小学校となる。本校は岩作尋常高等小学校に置かれ、長湫尋常小学校は長湫分教場、上郷尋常小学校は上郷分教場となる。
- 1910年（明治43年）4月16日 - 現在地に統合校舎が完成。開校式を行う。長湫分教場、上郷分教場を廃止する。
- 1912年 （明治45年） - 愛知郡猪高尋常高等小学校が猪高村に開校、猪高村の児童はそちらへ通うようになる。
- 1919年（大正8年）4月 - 農業補習学校を併設する。
- 1926年（大正15年）10月31日 - 校舎を増築する。
- 1927年（昭和2年）7月 - 青年訓練所を併設する。
- 1935年（昭和10年）4月 - 青年学校を併設する。
- 1941年（昭和16年）4月1日 - 長久手国民学校に改称する。
- 1947年（昭和22年）4月1日 - 長久手村立長久手小学校に改称する。
- 1953年（昭和28年）7月5日 - 新校舎が完成する。
- 1969年（昭和44年）7月9日 - 新校舎（鉄筋コンクリート造。現・北館の東半分。）が完成する。
- 1971年（昭和46年）4月1日 - 長久手村が町制施行し、長久手町となる。
- 1972年（昭和47年）7月5日 - 校舎（現・北館の西半分）が完成する。
- 1976年（昭和51年）4月1日 - 長久手町立西小学校を分離する。
- 1978年（昭和53年）3月10日 - 校舎（現・南館の東半分。）が完成する。
- 1981年（昭和56年）
  - 4月1日 - 長久手町立東小学校を分離する。
  - 8月 - 校舎（現・南館の西半分）が完成する。
- 1982年（昭和57年）2月 - 体育館が完成する。
- 1984年（昭和59年）4月1日 - 北小学校を分離する。
- 2004年（平成16年）4月 - 愛知医科大学病院内に院内学級「たんぽぽ」を設置する[2]。
- 2006年（平成18年）10月 - 創立100周年記念行事を行う。
- 2012年（平成24年）1月4日 - 長久手町が市制施行し、長久手市となる。同時に長久手市立長久手小学校に改称する。

## 交通アクセス
- 名鉄バス東山線【41・43・44・45系統】、愛知医科大学病院線【85系統】、「長久手消防署」バス停より徒歩で約3分。
- 名鉄バス東山線【40・41・43・44・45系統】、本地ヶ原線【32系統】、「長久手市役所」バス停より徒歩で約3分。
- 愛知高速交通東部丘陵線（リニモ） 長久手古戦場駅下車、徒歩で約20分。

## 著名な出身者
- 吉田一平（前・長久手市長）
- 川上ミネ（ピアニスト）

## 周辺
- 愛知医科大学
- 愛知医科大学病院
- 愛知県立長久手高等学校
- 長久手市立長久手中学校
- 長久手市立北中学校
- 長久手市立北小学校
- 長久手市役所
- 愛知警察署岩作交番
- 長久手交流プラザ[3]
- 長久手岩作郵便局
- JAあいち尾東長久手支店
- 長久手市文化の家
- 長久手市中央図書館
- 尾三消防組合長久手消防署
- 色金山歴史公園
- 香流川
- 愛知県道57号瀬戸大府東海線
- 愛知県道60号名古屋長久手線
- 愛知県道75号春日井長久手線（古戦場通り）
- 愛知県道215号田籾名古屋線